# Jacob Lawrence
Jacob Lawrence   (Atlantic City, 7 de setembre de 1917 - Seattle, 9 de juny de 2000) va ser un pintor i professor d'art estatunidenc.
Estava casat amb la també artista Gwendolyn Knight. A Lawrence se'l podria denominar pintor d'història, però ell mateix preferia denominar-se "expressionista " i es referia al seu estil com a "cubisme dinàmic", encara que la seva influència principal no va ser tant l'art francès sinó les formes i els colors del "Renaixement de Harlem".
Lawrence està entre els més coneguts pintors afroamericans del segle xx, distinció compartida amb Romare Bearden. Lawrence, quan només tenia poc més de 20 anys, es va fer famós a escala nacional amb el seu "Sèrie de migració". Una part d'aquesta sèrie va ser presentada en una edició de 1941 de la revista Fortune. La sèrie descriu l'epopeia de la Gran Migració dels afroamericans de sud rural a nord urbà. La col·lecció s'ha dividit en dues parts per a la seva exhibició pública.

## Biografia

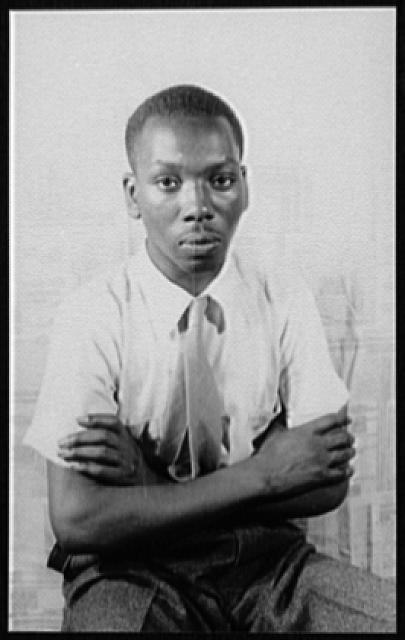
Jacob Lawrence (1941)

Després de la separació dels seus pares, es trasllada a tretze anys amb la seva mare i dos germans a la ciutat de Nova York. Allà, la seva mare el matricula en arts i oficis en una "casa d'assentament" al Harlem per mantenir-lo ocupat d'una vida problemàtica. El jove Lawrence dibuixava sovint patrons amb llapis de colors, copiats en alguns casos de les catifes de la seva mare i allà un professor d'art va observar la potencialitat artística del noi.
Després d'abandonar l'escola als setze anys, Lawrence va treballar en una bugaderia i en una empresa d'impressió. Més important encara, va assistir a classes al Harlem Art Workshop, impartides per l'artista afroamericà Charles Alston. Alston va instar a que assistís també al Harlem Community Art Center, dirigida per l'escultora Augusta Savage. Savage va ser capaç d'aconseguir a Lawrence una beca per a l'American Artists School i un lloc pagat amb la Works Progress Administration. Lawrence va ser capaç d'estudiar i treballar amb notables artistes del Renaixement de Harlem, com Charles Alston i Henry Bannarn al taller d'Alston-Bannarn.
Lawrence es va casar el 24 de juliol de 1941 amb la pintora Gwendolyn Knight, que també havia estat estudiant amb Savage. Van romandre casats fins a la seva mort el 2000. L’octubre de 1943 (durant la Segona Guerra Mundial), es va allistar a la Guàrdia Costanera dels Estats Units i va servir en el primer equip integrat racialment l'USCGC Sea Cloud, sota el comandament de Carlton Skinner. Va ser capaç de pintar i dibuixar mentre va estar a la Guàrdia Costanera.
El 1970, Lawrence es va establir a Seattle i va arribar a ser professor d'art a la Universitat de Washington el 1971, retirant-se el 1986. Algunes de les seves obres es troben exposades ara a la Paul G. Allen Center for Computer Science & Engineering i en el Meany Hall for the Performing Arts. L'obra situada al vestíbul principal del Meany Hall, titulada "Theatre" va ser encarregat per la Universitat el 1985.

## Obra
Al llarg de la seva extensa carrera artística, Lawrence es va concentrar en representar la història i les lluites dels afroamericans. La seva obra reflecteix sovint períodes destacats de la història afroamericana. Tenia vint-i-un anys quan la seva sèrie de pintures del general haitià Toussaint Louverture es mostra en una exposició d'artistes afroamericans al Museu d'Art de Baltimore. Aquesta impressionant obra va ser seguida per una sèrie de pintures de la vida d'Frederick Douglass i Harriet Tubman, així com una sèrie d'obres sobre l'abolicionista John Brown. Lawrence només tenia vint-i-anys quan va completar el conjunt de seixanta panells de pintures narratives titulat Migration of the Negro), que ara s'anomena "Sèrie de la Migració". La sèrie, un retrat en moviment de la migració de centenars de milers d'afroamericans del sud rural al nord després de la Primera Guerra Mundial, es va exposar a Nova York, i li va suposar el reconeixement nacional. En la dècada de 1940, Lawrence va fer la seva primera gran exposició individual al Museu d'Art Modern a la ciutat de Nova York, i va arribar a convertir-se en el més famós pintor afroamericà del país.
Poc després de traslladar-se a l'estat de Washington, va fer una sèrie de cinc pintures del viatge cap a l'oest del pioner nord-americà africà George Washington Bush. Aquestes pintures es troben ara en la col·lecció de l'State of Washington History Museum.
Va il·lustrar una adaptació de les Faules d'Isop per a la University of Washington Press el 1997.
Lawrence va ensenyar en diverses escoles, i va continuar pintant fins unes setmanes abans de la seva mort el juny de 2000 als vuitanta-dos anys. La seva última obra pública, el mural de mosaic New York in Transit, es va instal·lar l’octubre de 2001 a l'estació de metro de Times Square a Nova York.
Per a la seva àmplia obra, amb temàtica històrica i social i gran èxit comercial, va utilitzar diverses tècniques, especialment el guaix i la pintura al tremp. Com muralista va ser influït per Diego Rivera.